# Suhner (Familie)
Bei den Suhner handelt es sich um eine Unternehmerfamilie aus Herisau im Schweizer Kanton Appenzell Ausserrhoden, die auf Gottlieb Suhner zurückgeht.

## Geschichte

Im Kabelwerk, um 1965
(Foto: Herbert Maeder)

Mit der Umstellung seiner mechanischen Werkstätte in Herisau auf Elektrokabelproduktion im Jahr 1892 und der Angliederung einer Gummifabrik im Jahr 1905 legte Gottlieb Suhner die Basis zum wichtigsten appenzellischen Industrieunternehmen. Die Firma ging 1906 an seine Söhne Bertold Suhner und Otto Suhner sowie an den Schwiegersohn Julius Robert Hohl über, im 1943 an deren Nachkommen. 1906 wurde das Unternehmen zur Suhner & Compagnie und 1954 zur Familienaktiengesellschaft umstrukturiert. Aus einem 1896 gegründeten Zweigbetrieb in Brugg gingen die Kabelwerke Brugg AG hervor.
Mit der Fusion zur Huber + Suhner endete 1969 die Ära Suhner. Bertold Suhner schuf 1943 mit finanzieller Hilfe seines Vaters die Metrohm AG in Herisau, einen der wichtigsten Industriebetriebe Ausserrhodens zu Beginn des 21. Jahrhunderts.